# Kościół św. Łukasza Ewangelisty w Świerczynie
Kościół świętego Łukasza Ewangelisty w Świerczynie – rzymskokatolicki kościół parafialny należący do parafii pod tym samym wezwaniem (dekanat krzywiński archidiecezji poznańskiej).
Jest to świątynia wzniesiona w 2 połowie XVII wieku. Ufundowana została przez kasztelana lądzkiego Wojciecha Skarbka – Malczewskiego i Jana Daleszyńskiego. Kościół był remontowany razem z rozbudową prezbiterium w 1731 roku dzięki staraniom Stanisława Malczewskiego. W 1853 roku została dostawiona murowana kaplica pod wezwaniem Przemienienia Pańskiego, dzięki staraniom Jana Modlibowskiego. W latach 1929–30 została dobudowana murowana nawa boczna. W latach 1965 – 66 została wykonana polichromia. W 1989 roku świątynia została odrestaurowana.
Oryginalnie kościół powstał jako drewniany, jednonawowy, wzniesiony w konstrukcji zrębowej. Świątynia jest orientowana. Jej prezbiterium jest mniejsze w stosunku do nawy, zamknięte jest trójbocznie, z boku są umieszczone: zakrystia i murowana kaplica. Kaplica w stylu neogotyckim została wzniesiona na planie pięciokąta i jest nakryta wieżyczką na sygnaturkę. Nawa boczna jest murowana. Od frontu znajduje się wieża, konstrukcji szkieletowej, dwukondygnacyjna, charakteryzująca się górną częścią węższą, mieszcząca kruchtę w przyziemiu i ozdobiona zegarem. Zwieńcza ją blaszany dach hełmowy z iglicą. Świątynię nakrywa dach dwukalenicowy, pokryty blachą, na dachu jest umieszczona czworokątna wieżyczka na sygnaturkę. Zwieńcza ją daszek namiotowy z latarnią i chorągiewką z datą „1731” i inicjałami fundatora „WSM”. Wnętrze nakryte jest płaskim stropem, z kolei kaplicę nakrywa strop krzyżowy. Chór muzyczny jest podparty dwoma kolumnami, znajduje się na nim barokowy prospekt organowy wykonany w 1 połowie XVIII wieku. Parapet o prostej linii ozdabiają malowidła z 9 wizerunkami Świętych. Belka tęczowa z Grupą Pasyjną powstała około połowy XIX wieku. W stylu późnobarokowym zostały wykonane: ołtarz główny i dwa boczne, ambona (ozdobiona rzeźbami czterech Ewangelistów i figurą Świętego Stanisława) i chrzcielnica (podtrzymywana przez figurę anioła) z 1737 roku. W kaplicy znajduje się ołtarz z 1853 roku w stylu klasycystycznym. Dwa krucyfiksy reprezentują styl późnobarokowy. Rzeźby apostołów zostały wykonane przez Andrzeja Majchrzaka.